# Người dùng cuối

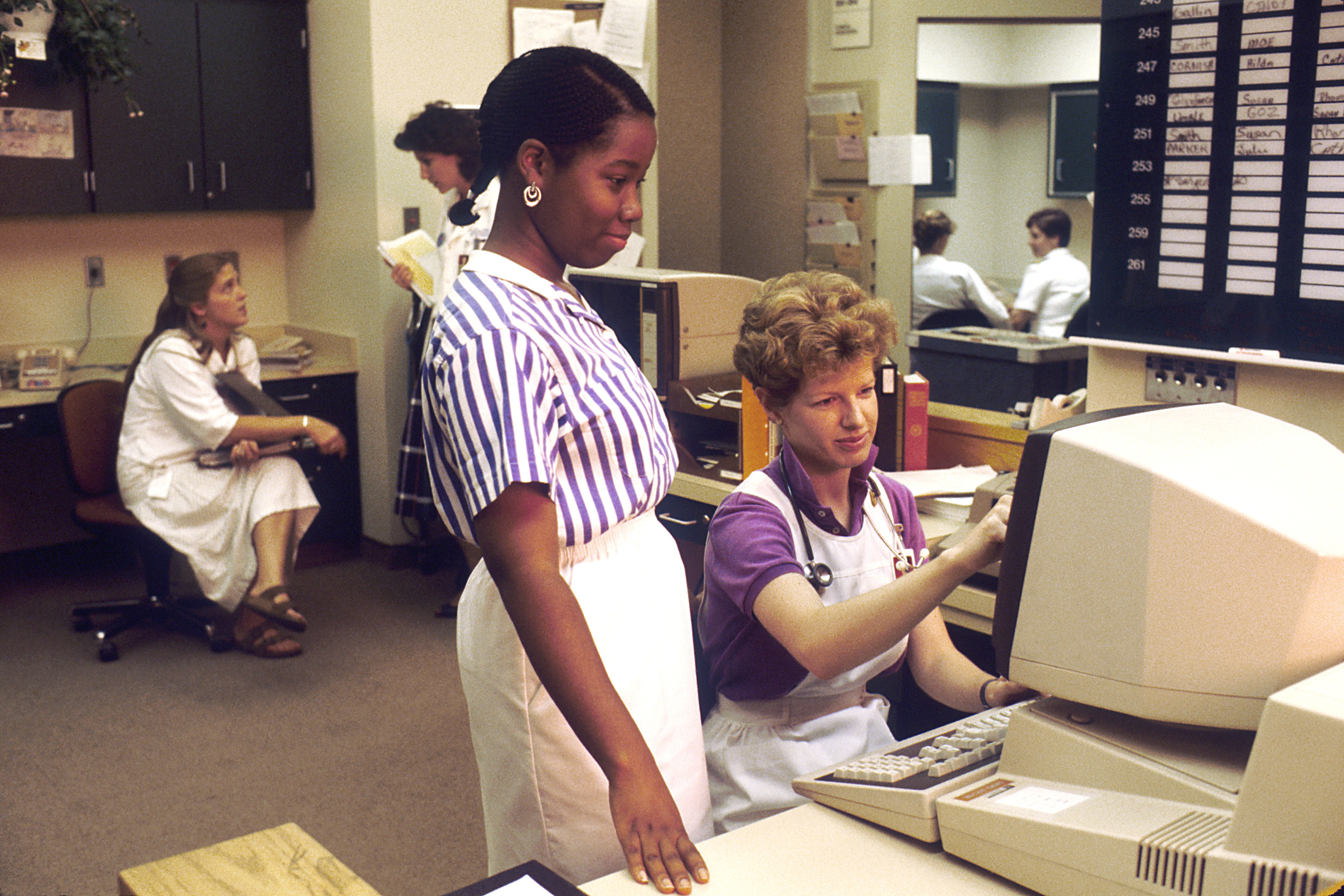
Y tá là người dùng cuối của hệ thống thông tin

Trong phát triển sản phẩm, người dùng cuối (tiếng Anh: end user hay end-user)  là người cuối cùng sử dụng hoặc dự định cuối cùng sẽ sử dụng sản phẩm. Người dùng cuối trái ngược với người dùng hỗ trợ hoặc bảo trì sản phẩm, như sysops, quản trị viên hệ thống, quản trị viên cơ sở dữ liệu, chuyên gia công nghệ thông tin, chuyên gia phần mềm và kỹ thuật viên máy tính. Người dùng cuối thường không có sự hiểu biết về kỹ thuật hoặc kỹ năng của các nhà thiết kế sản phẩm, một thực tế dễ khiến các nhà thiết kế quên hoặc bỏ qua, dẫn đến các tính năng khiến khách hàng không hài lòng.  Trong công nghệ thông tin, người dùng cuối không phải là " khách hàng " (customer) theo nghĩa thông thường—họ thường là nhân viên của khách hàng. Ví dụ: nếu một tập đoàn bán lẻ lớn mua gói phần mềm cho nhân viên của mình sử dụng, mặc dù tập đoàn bán lẻ lớn là "khách hàng" đã mua phần mềm, người dùng cuối là nhân viên của công ty sẽ sử dụng phần mềm tại nơi làm việc.
Một số sản phẩm và thông tin liên quan đến quốc phòng của Hoa Kỳ yêu cầu phê duyệt xuất khẩu từ Chính phủ Hoa Kỳ theo ITAR và EAR. Để có được giấy phép xuất khẩu, nhà xuất khẩu phải chỉ rõ cả người dùng cuối và việc dùng cuối thông qua chứng chỉ người dùng cuối. Trong Thỏa thuận cấp phép người dùng cuối (End-User License Agreement - EULA), người dùng cuối được phân biệt với đại lý bán lẻ giá trị gia tăng vốn cài đặt phần mềm hoặc tổ chức mua và quản lý phần mềm. Ở Anh, tồn tại các tài liệu đi kèm giấy phép cho các sản phẩm có tên là cam kết của người dùng cuối (end user undertaking - EUU).